# Aiden McGeady
Aiden McGeady (* 4. April 1986 in Glasgow) ist ein ehemaliger irischer Fußballspieler.

## Karriere

### Verein
McGeady gab sein Profidebüt im Jahr 2004 beim schottischen Traditionsverein Celtic Glasgow, für den er bereits in der Jugend spielte. Bei seinem ersten Einsatz in der Scottish Premier League am 25. April 2004 erzielte er im Auswärtsspiel bei Heart of Midlothian seinen ersten Treffer.
McGeady kam in der Saison 2005/06 wegen einer anhaltenden Knieverletzung nur auf 15 Einsätze, absolvierte aber in der darauffolgenden Saison 2006/07, in der Celtic Meister wurde, unter Gordon Strachan 29 Ligaspiele und erzielte fünf Saisontore. In der Saison 2007/08 erzielte er acht Saisontore und Celtic verteidigte erfolgreich den Meistertitel. McGeady wurde vom schottischen Fußballverband 2008 zum besten Nachwuchsspieler gewählt.
Im August 2010 schloss sich McGeady dem russischen Erstligisten Spartak Moskau an.
Am 10. Januar 2014 wechselte McGeady zum FC Everton, wo er einen Vertrag bis zum 30. Juni 2018 erhielt. Im Februar 2016 wurde er bis zum Saisonende an Sheffield Wednesday verliehen.
2016 wurde McGeady an Preston North End verliehen und spielte von 2017 bis 2022 für den AFC Sunderland. Dort absolvierte er 127 Einsätzen und erzielte 29 Treffer. Zwischenzeitlich wurde McGeady 2020 an Charlton Athletic verliehen, wo er auf 34 Einsätze und 8 Tore kam.
Von 2022 bis 2023 spielte McGeady für den schottischen Erstligisten Hibernian Edinburgh. Seit Juli 2023 stand er bei Ayr United unter Vertrag.

### Nationalmannschaft
Obwohl McGeady gebürtiger Schotte ist, entschied er sich 2004 für die irische Nationalmannschaft zu spielen, was dank seiner irischen Vorfahren möglich war. Sein Länderspiel-Debüt gab er am 16. November 2004 beim 1:0-Erfolg über Kroatien.
McGeady wurde bei der Fußball-Europameisterschaft 2016 in Frankreich in allen Gruppenspielen eingewechselt und erreichte mit Irland das Achtelfinale.

## Spielweise
Besonders bekannt ist McGeady für seinen sogenannten „McGeady Spin“, ein Trick, der durch ihn Popularität erlangte. Er setzt ihn oft an der Torauslinie ein, um eine bessere Flankenposition zu erreichen.

## Erfolge
Titel
- Schottischer Ligapokal: 2006, 2009
- Schottischer Pokalsieger: 2005, 2007
- Schottischer Meister: 2004, 2006, 2007, 2008

Persönliche Auszeichnungen
- Schottlands Fußballer des Jahres: 2008